# Hypsugo macrotis
Hypsugo macrotis es una especie de murciélago de la familia Vespertilionidae.

## Distribución geográfica
Se encuentra en la Península de Malaca (Malasia) y en Sumatra, Padang, en Bali, y las islas adyacentes más pequeños en Indonesia.